# Kanesuke Hara
Kanesuke Hara (1885 – 1962) fue un botánico y destacado micólogo japonés.

## Algunas publicaciones
- Miyake, I.; Hara, K. 1910. Fungi on Japanese bamboos. Botanical Magazine Tokyo 24: (331)-(341), (351)-(360)

- Shirai, M.; Hara, K. 1911. Some new parasitic fungi of Japan. Bot.Mag.Tokyo 25: 69-73

- 1911. New genus of fungi on Arundinaria simoni. Botanical Magazine Tokyo 25: (222)-(225)

- 1912. On Coccidiodaceae. Botanical Magazine Tokyo 26: 139-[144]

- 1913. Fungi on Japanese bamboo 2. Bot.Mag.Tokyo 27 (317): (245)-(256)

- 1913. Miscellanea on fungi (2). Bot.Mag.Tokyo 27: (62)-(67)

- 1914. On fungi parasitic on insects found in Gifu prefecture. Bot.Mag.Tokyo 28: (339)-(351), (1 fig.)

- 1914. Journal of Plant Protection. Tokyo 1: inc. 269

- 1915. Über Polystomella kawagoii nov. sp. Bot.Mag.Tokyo 29: (51)-(54)

- 1918. Journal of Plant Protection. Tokyo 5: 805-808

- 1927. Zikken Zyomoku Byogai. Hen. inc. 350

- Shirai, M.; Hara, K. 1927. A List of Japanese Fungi Hitherto Known. Ed. 3. 1-448

- 1954. A List of Japanese Fungi Hitherto Known Edn 4]. 447 p. 6 pls.

- 1955. Contribution to editing Japanese fungal index and promoting the development of Japanese mycology. Phytopathological Soc. Japan

- 1962. On the sooty mould on Citrus. Trans.Mycological Soc.Japan 3 (1-6): 104-111, 7 figs.

- Matsuda, H.; Maesaki, S.; Yamada, H.; Koga, H.; Kohno, S.; Hara, K.; Rahayu, E.S.; Sugiyama, J. 1992. Electrophoretic enzyme patterns of Aspergillus fumigatus isolated from clinical specimens. En H. Yamaguchi, G.S. Kobayashi & H. Takahashi [eds], Recent Progress in Antifungal Chemotherapy p. 521-523. New York etc.; Marcel Dekker

- La abreviatura «Hara» se emplea para indicar a Kanesuke Hara como autoridad en la descripción y clasificación científica de los vegetales.[1]

Produjo 474 registros, una cantidad muy significativa de nuevos nombramientos de especies, publicando habitualmente en : Ginkgoana; J. Jap. Bot.; Fl. E. Himal.; Bot. Mag. (Tokyo); Univ. Mus. Univ. Tokyo Bull.; Acta Phytotax. Geobot.